# عبدال باتل
عبدال باتل (1 نوفمبر 1972 - ) هو لاعب كريكت هندي.